# ناحیه یانگدونگ
یانگدانگ (به لاتین: Yangdong District) یک سکونتگاه مسکونی در جمهوری خلق چین است که در یانگژیانگ واقع شده‌است.